# 新日本木村ボクシングジム

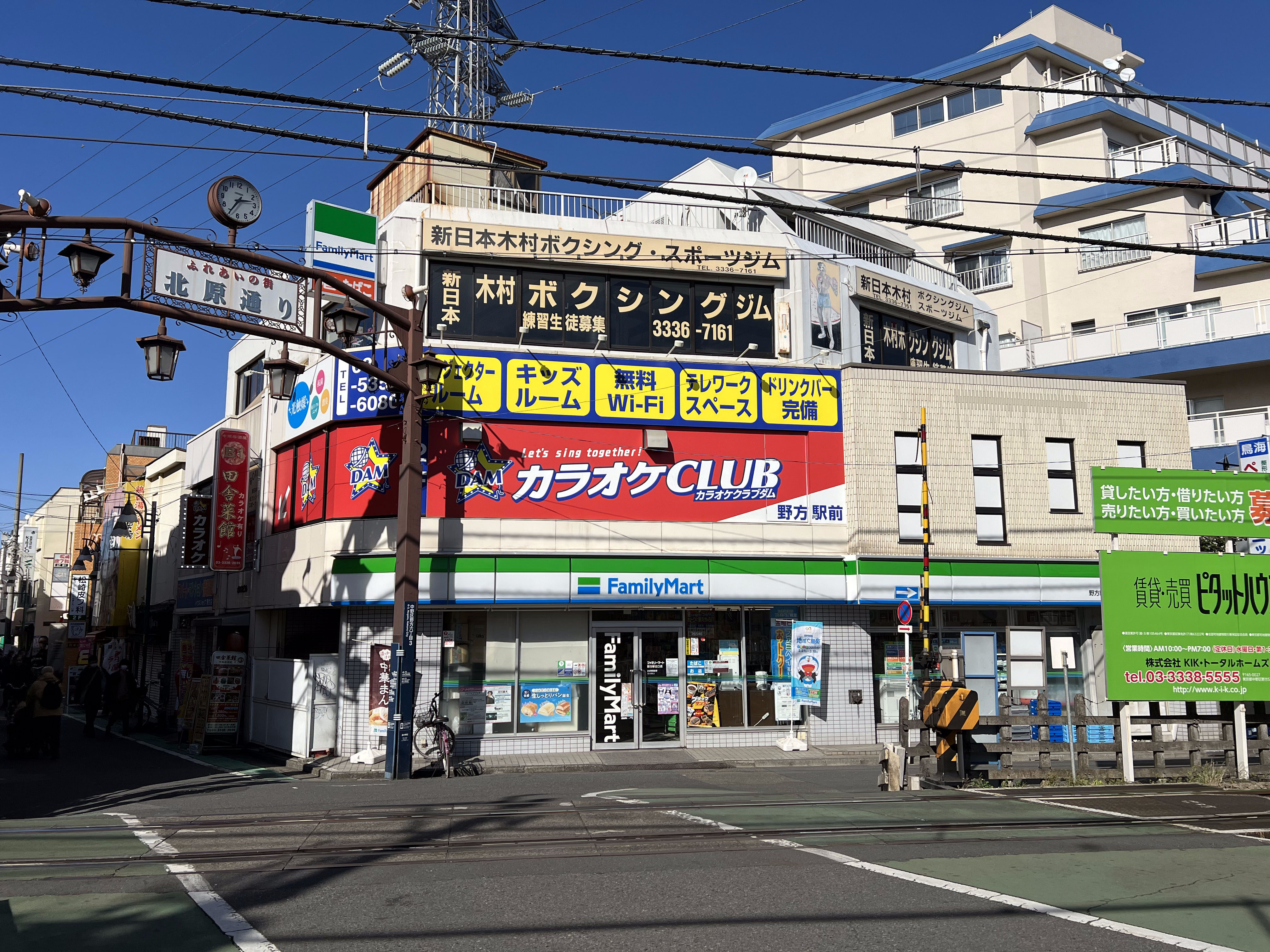
3階にジムがある水口ビル

新日本木村ボクシングジム（しんにほんきむらボクシングジム）は、東京都中野区野方に所在するボクシングジムである。略称は木村ジム、新日本木村ジム、新日本木村。法人としての名称は株式会社新日本プロモーション。後に日本プロボクシング協会会長も務めた木村七郎が設立した。

## 概要
1961年に設立、1995年6月22日に現在地に移転した。
世界王者大熊正二を筆頭にこれまで世界・東洋太平洋・日本王者を合計15名輩出。
他の所属先で芽が出ず移籍してきた選手・練習生を素質を開花させ、今までに6人の移籍選手が日本タイトルを獲得している。
2020年12月16日、東日本ボクシング協会の定例理事会において木村七郎から息子の木村英之へジムの名義を譲渡し、英之が新会長となることが報告・承認された

## 新日本グループ
新日本木村ジムを中心として全国に「新日本グループ」を構成している。
- 新日本大阪ジム
- 新日本仙台ジム

新日本グループ加入以前から「仙台ボクシングジム」として佐藤仁徳らスター選手を抱え同郷の木村が東京でのプロモートや練習に全面的な協力していた。
- 新日本カスガジム
- 新日本周南ジム
- 新日本大宮ジム

## 選手

### ジム出身世界王者
- 大熊正二（WBC世界フライ級王座2度獲得、現小熊ボクシングスポーツジム会長）

### 主な現役選手
- 河野洋祐 - 日本フェザー級13位
- 興法裕二 - 2013年東日本新人王準優勝　2015年B級トーナメントフライ級優勝

### 引退・契約解除した主な選手
- 赤城武幸（元アマ全日本王者、元日本スーパーフェザー級王者、引退後に旧練習場で新日本福山ジム、現在は千葉に移転し赤城ボクシングスポーツジムを経営）
- 岡田晃一（元東洋太平洋スーパーバンタム級王者）
- 高山勝義（全日本フライ級新人王、ジム初の世界王座挑戦者）
- 小野淳一（元日本スーパーライト級王者）
- 伊藤辰史（元日本スーパーウェルター級王者）
- 上山仁（元日本スーパーウェルター級王者、世界王座挑戦経験あり）
- 北島義文（元日本スーパーライト級王者）
- 坂本孝雄（元日本ウェルター級王者）
- 友成光（元日本スーパーフェザー級・同ライト級王者、WBA世界スーパーフェザー級王座指名挑戦者、第1回A級ボクサー賞金トーナメント・ウェルター級優勝者）
- 船木和義（日本フライ級王座挑戦）
- 土佐源（キックボクサーから転向し日本フェザー級王座挑戦、藤本将吉のリングネームで日本スーパーフェザー級王座決定戦出場）
- 三沢準一（日本ライト級王座挑戦）
- 引地博（元日本スーパーウェルター級王者）
- 沼田剛（日本バンタム級王座2度獲得）
- 山上哲也（元日本バンタム級王者）
- アラビラモア木村（フィリピン出身。WBC世界ミニマム級王座指名挑戦者としてリカルド・ロペスに挑戦）
- 山口圭司（元WBA世界ライトフライ級王者、王座陥落3年半後に移籍。現井岡ボクシングジムチーフトレーナー）
- 小熊坂諭（元日本ミニマム級王者、イーグル京和の持つWBC世界王座挑戦）
- 飛天かずひこ（元東洋太平洋ウェルター級、同スーパーウェルター級王者、野口ボクシングジムへ移籍）
- 氏家福太郎（元ミドル級日本ランカー）
- 石川昇吾（東洋太平洋フェザー級王座決定戦出場）
- 益田健太郎 - 元日本バンタム級王者
- 佐藤矩彰 - 元日本スーパーライト級2位（アマチュア国体優勝経験あり）
- 藤本直人 - 2013年東日本新人王準優勝、世界3位に挑戦したが僅差のポイント負け

## アクセス
- 西武新宿線野方駅より徒歩15秒